# Петавій (кратер)
Петавій (лат. Petavius) — великий місячний ударний кратер, розташований на південний схід від Моря Достатку, неподалік від південно-східного місячного лімбу. Названий на честь одного із основоположників сучасної хронології Діонісія Петавіуса.

## Опис кратера
На північно-західному обідку Петавія розміщенний менший кратер Роттслі. На південному-сході розташовані Паліцш, Валліс Паліцш і Хасе. Далі на північ знаходиться великий кратер Венделін. Петавій здається довгастим, якщо дивитися із Землі через ракурс. Петавій за віком належить до Імбрійського періоду. Зовнішня стіна кратера є надзвичайно широка пропорційно діаметру і має подвійний ободок уздовж південної та західної сторін. Висота ободка коливається на цілих 50% від найнижчої точки і ряду хребтів, що розходяться назовні від країв. Опукле дно кратера колись було покрите потоком лави, що утворило вузькі западини, які входять до системи борозн Петавію. У центрі кратеру знаходиться велике гірське утворення з безліччю вершин, що підіймаються на 1,7 кілометра над поверхнею. Від цих вершин до південно-західної сторони кратера проходить великий перелом.
Преподобний Томас Вільям Вебб описував Петавій так: 
«Одне з найкращих місць на Місяці. Його великий подвійний вал, розміщений на східній стороні близько 3,400 метрів. Сам по собі високий, його тераси та опуклий інтер'єр із центральним пагорбом та щілиною створюють чудовий пейзаж у місячний ранок або вечір, повністю зникаючи під Сонцем, що зійшло, але на півдорозі до меридіана».
Найбільш оптимальний час для спостереження кратера – третій день після молодика, на четвертий день кратер ховається в тіні.
Петавій B на північ-північний захід від Петавія має невелику променеву систему, яка лежить по всій поверхні Моря Достатку. Завдяки цим променям Петавій B наноситься на карту як частина системи Коперніка.

## Сателітні кратери

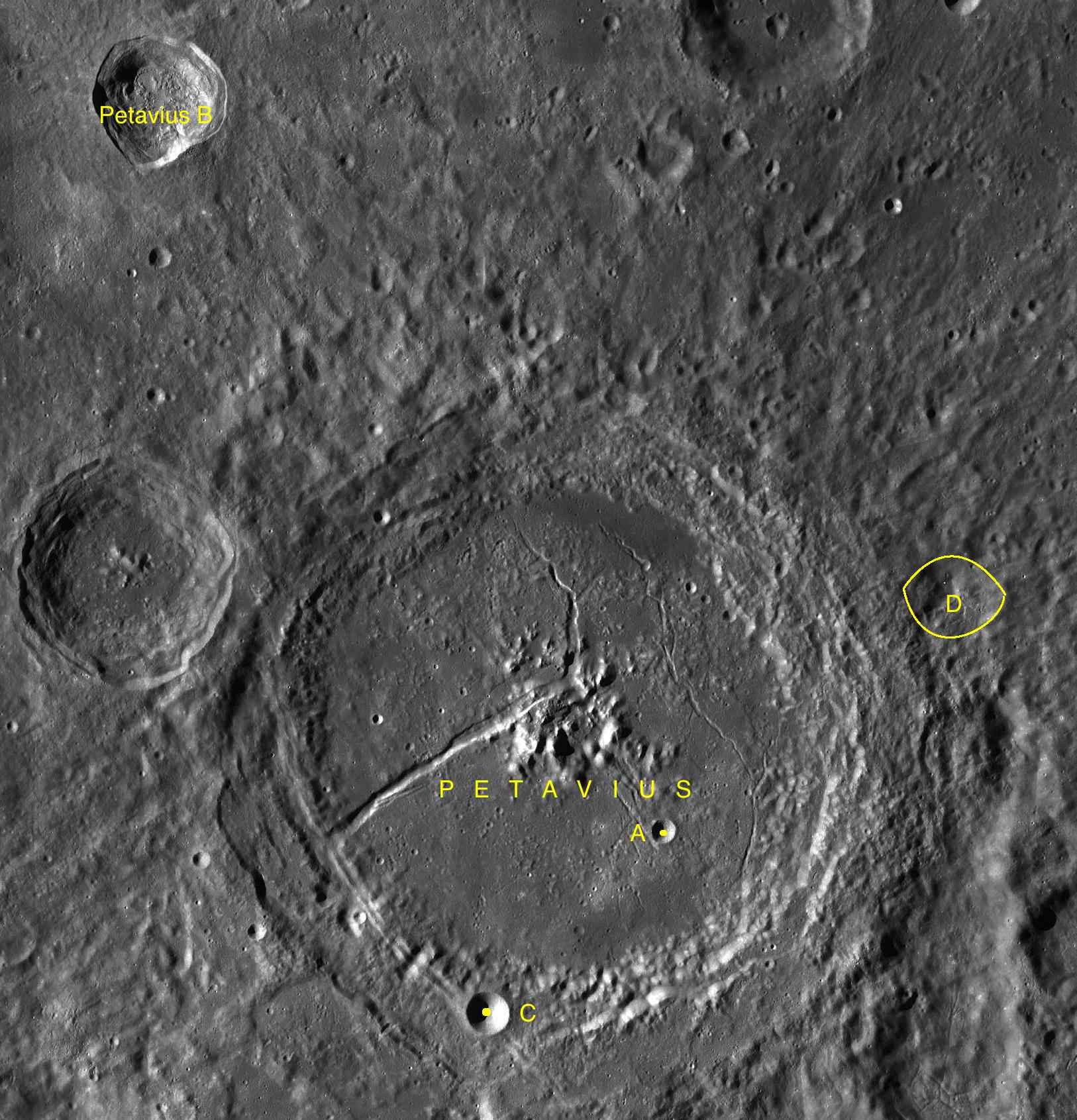
Фрагмент карти LAC-98

| Петавій | Координати                                                | Діаметр, км |
| ------- | --------------------------------------------------------- | ----------- |
| A       | 26°09′ пд. ш. 61°38′ сх. д. / 26.15° пд. ш. 61.64° сх. д. | 6,3         |
| B       | 19°54′ пд. ш. 57°00′ сх. д. / 19.9° пд. ш. 57° сх. д.     | 32,0        |
| C       | 27°43′ пд. ш. 59°58′ сх. д. / 27.72° пд. ш. 59.97° сх. д. | 11,2        |
| D       | 24°02′ пд. ш. 64°19′ сх. д. / 24.04° пд. ш. 64.31° сх. д. | 19,5        |

## Галерея

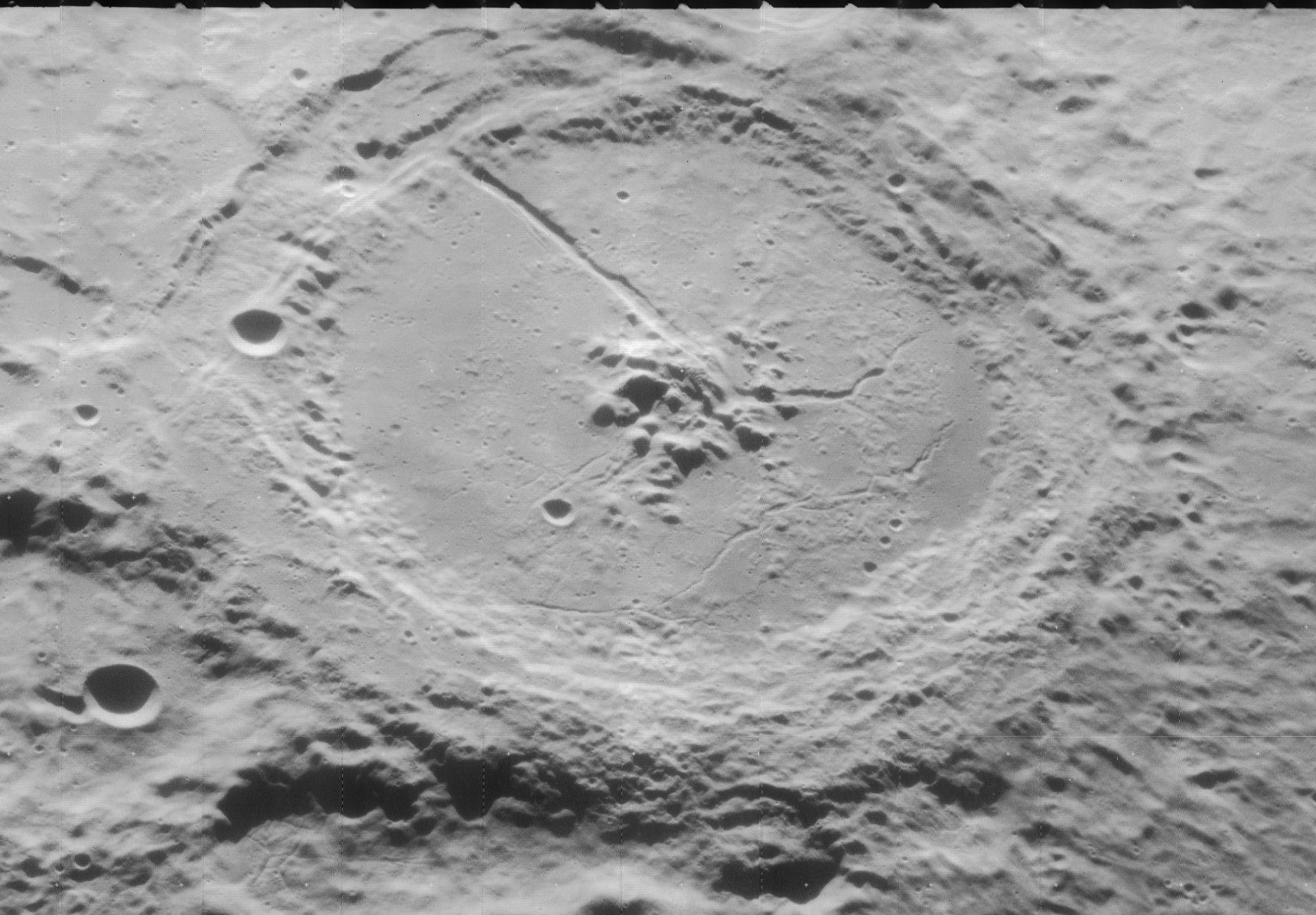
Вигляд з Лунар орбітер — 4
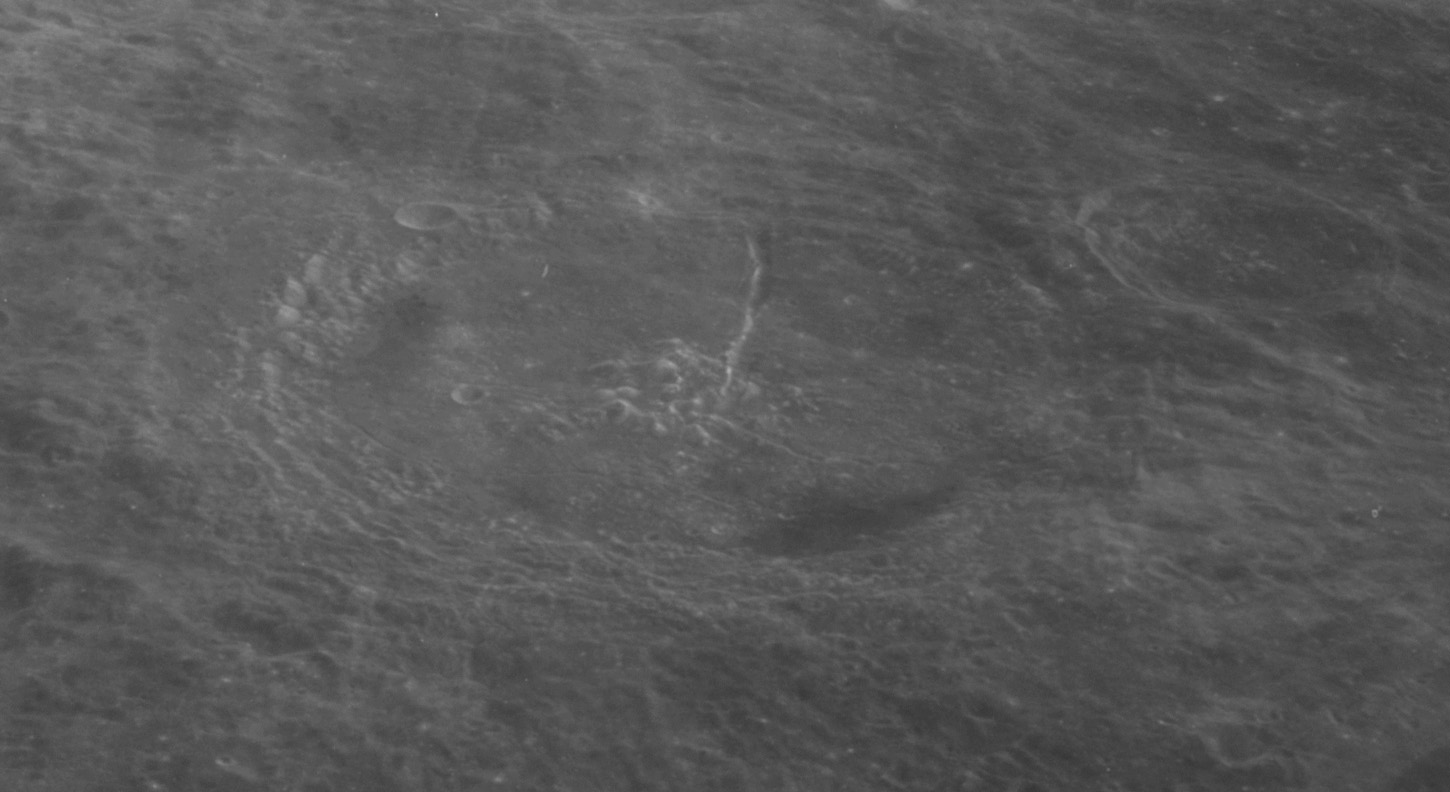
Вигляд з Аполлона 14
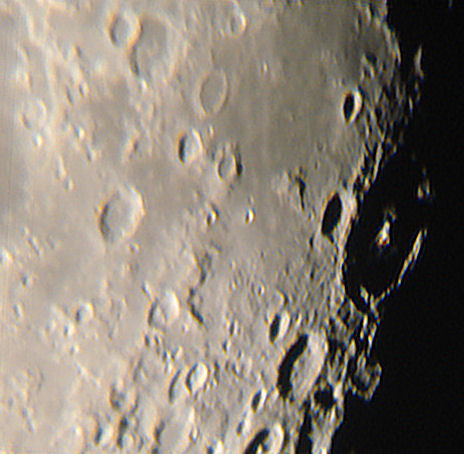
Кратер Петавій на термінаторі, вигляд із Землі
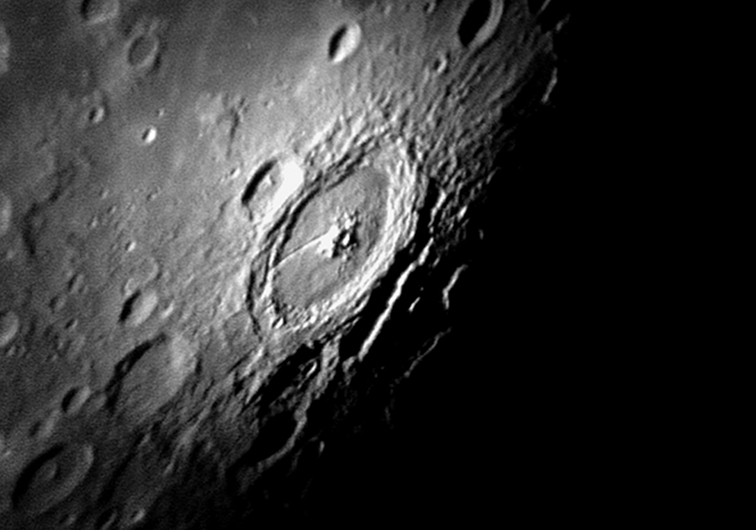
Кратер Петавій розглядається із Землі